# 福島市立大鳥中学校
福島市立大鳥中学校（ふくしましりつ おおとり ちゅうがっこう）は、福島県福島市にある公立中学校。

## 概要
福島市北部、飯坂地区の中部から西部にかけてを通学区域とし、大鳥城のある舘山の山裾に位置する。2020年5月1日現在、7学級140名の児童が在籍する。

## 沿革
- 1947年
  - 4月 - 学校教育法が施行され信夫郡飯坂町立大鳥中学校として創立する。
- 1964年
  - 1月 - 飯坂町が福島市に編入されたことにより福島市立大鳥中学校となる。
- 1983年
  - 3月1日 - RC造二階建（建築面積695平米）の校舎と、屋内運動場が竣工する。
- 2005年
  - 3月31日 - 福島市立茂庭中学校の廃校に伴い当校に統合される。

## 教育方針
教育目標
- 笑顔・夢・元気～心あわせて～

## 学校行事
| - 4月 - 5月 - 6月 | - 7月 - 8月 - 9月 | - 10月 - 11月 - 12月 | - 1月 - 2月 - 3月 |

## 通学区域[2]
- 飯坂地区
  - 大笹生（字中沢、中沢西、中道、釜平）
  - 飯坂町（福島市立西根中学校通学区域を除く）
  - 飯坂町平野（境田、小川原田、殿田、源八、坊下、坊川原）
  - 飯坂町中野
  - 飯坂町茂庭
- 信陵地区
  - 大笹生（字苧畑、中沢南、熱石館、門松平、中林、北裏、青岩）

## 進学前小学校[3]
- 福島市立飯坂小学校

## 学区内の主な施設
- 福島市役所飯坂支所
- 福島市飯坂学習センター
  - 乙和公園
- 福島交通飯坂線
  - 花水坂駅
  - 飯坂温泉駅
- 飯坂温泉
- パルセいいざか
- 飯坂八幡神社
- 大鳥城
  - 舘の山公園
  - 花ももの里
  - 飯坂球場

## 交通
- 福島交通飯坂線花水坂駅より徒歩約10分[4]。